# NBB Sexto Homem do Ano
NBB 6º Homem do Ano é um prêmio do Novo Basquete Brasil dado desde a primeira temporada do NBB, em 2009 ao melhor jogador reserva da temporada. O prêmio é dado ao final da temporada, na festa de premiação do campeonato, um dia após o jogo final dos Playoffs. Antes do evento, 3 candidatos são anunciados e durante o evento o vencedor é escolhido.

## Vencedores
| ^           | Indica um jogador que continua ativo no NBB                        |
| *           | Eleito para o Naismith Memorial Basketball Hall of Fame            |
| Jogador (X) | Indica o número de vezes que o jogador foi nomeado 6º Homem do Ano |
| Team (X)    | Indica o número de vezes que um jogador desse time venceu          |

| Temporada | Jogador             | Posição     | Nacionalidade | Time         | Ref.  |
| --------- | ------------------- | ----------- | ------------- | ------------ | ----- |
| 2009      | Fred                | Armador     | Brasil        | Flamengo     | [ 1 ] |
| 2009–10   | Nezinho^            | Armador     | Brasil        | Brasília     | [ 2 ] |
| 2010–11   | Vítor Benite        | Ala-armador | Brasil        | Franca       | [ 3 ] |
| 2011–12   | Paulinho Boracini^  | Armador     | Brasil        | Pinheiros    | [ 4 ] |
| 2012–13   | Léo Meindl^         | Ala         | Brasil        | Franca (2)   | [ 5 ] |
| 2013–14   | Hélio Lima          | Armador     | Brasil        | Limeira      | [ 6 ] |
| 2014–15   | Vítor Benite (2)    | Ala-armador | Brasil        | Flamengo (2) | [ 7 ] |
| 2015–16   | Marcelinho Machado^ | Ala         | Brasil        | Flamengo (3) | [ 8 ] |
| 2016–17   | Arthur Pecos^       | Armador     | Brasil        | Paulistano   | [ 9 ] |

## Ligações Externas
- Página Oficial do NBB